# Сплячий гігант (фільм)
«Сплячий гігант» (англ. Sleeping Giant) — канадський драматичний фільм, знятий дебютантом Ендрю Чівідіно. Світова прем'єра стрічки відбулась 14 травня 2015 року в секції «Міжнародний тиждень критики» Каннського кінофестивалю. Також фільм показали в головному конкурсі 45-го Київського міжнародного кінофестивалю «Молодість».

## У ролях
- Джексон Мартін — Адам
- Нік Серіно — Нейт
- Ріс Моффетт — Райлі
- Девід Дішер — Вілльям

## Визнання
| Нагороди та номінації фільму «Сплячий гігант» | Нагороди та номінації фільму «Сплячий гігант»   | Нагороди та номінації фільму «Сплячий гігант» | Нагороди та номінації фільму «Сплячий гігант» | Нагороди та номінації фільму «Сплячий гігант» | Нагороди та номінації фільму «Сплячий гігант» |
| Рік                                           | Нагорода                                        | Категорія                                     | Номінант                                      | Результат                                     |                                               |
| --------------------------------------------- | ----------------------------------------------- | --------------------------------------------- | --------------------------------------------- | --------------------------------------------- | --------------------------------------------- |
| 2015                                          | Каннський кінофестиваль                         | «Золота камера» за найкращий дебютний фільм   | «Сплячий гігант»                              | Номінація                                     |                                               |
| 2015                                          | Каннський кінофестиваль                         | Ґран-прі «Тижня критики»                      | «Сплячий гігант»                              | Номінація                                     |                                               |
| 2015                                          | Афінський міжнародний кінофестиваль             | «Золоті Афіни» за найкращий фільм             | «Сплячий гігант»                              | Номінація                                     |                                               |
| 2015                                          | Гентський міжнародний кінофестиваль в Торонто   | Ґран-прі за найкращий фільм                   | «Сплячий гігант»                              | Номінація                                     |                                               |
| 2015                                          | Мумбайський міжнародний кінофестиваль           | Найкращий фільм                               | «Сплячий гігант»                              | Номінація                                     |                                               |
| 2015                                          | Мюнхенський міжнародний кінофестиваль           | CineVision за найкращий дебютний фільм        | «Сплячий гігант»                              | Перемога                                      |                                               |
| 2015                                          | Рейк'явікський міжнародний кінофестиваль        | Приз ФІПРЕССІ (Спеціальна згадка)             | «Сплячий гігант»                              | Перемога                                      |                                               |
| 2015                                          | Міжнародний кінофестиваль в Торонто             | Найкращий канадський дебютний фільм           | «Сплячий гігант»                              | Перемога                                      |                                               |
| 2015                                          | Ванкуверський міжнародний кінофестиваль         | Найкращий канадський фільм                    | «Сплячий гігант»                              | Перемога                                      |                                               |
| 2015                                          | Цюрихський міжнародний кінофестиваль            | Найкращий фільм                               | «Сплячий гігант»                              | Номінація                                     |                                               |
| 2015                                          | Київський міжнародний кінофестиваль «Молодість» | «Скіфський олень» за найкращий фільм          | «Сплячий гігант»                              | Номінація                                     |                                               |
| 2015                                          | Мумбайський кінофестиваль                       | Акторський ансамбль                           | Джексон Мартін, Нік Серіно, Ріс Моффетт       | Спеціальна згадка                             |                                               |